# Cheiracanthium cretense
Cheiracanthium cretense is een spinnensoort uit de familie Cheiracanthiidae.
De wetenschappelijke naam van de soort werd in 1928 gepubliceerd door Carl Friedrich Roewer.